# Bronsstaartsaffierkolibrie
De bronsstaartsaffierkolibrie (Chrysuronia oenone) is een vogel uit de familie Trochilidae (kolibries).

## Verspreiding en leefgebied
Deze soort komt voor in noordelijk Zuid-Amerika en het westelijk Amazonebekken en telt twee ondersoorten:
- C. o. oenone: van oostelijk Colombia en noordelijk en westelijk Venezuela tot oostelijk Ecuador, noordoostelijk Peru en westelijk Brazilië.
- C. o. josephinae: oostelijk Peru en noordelijk Bolivia.

## Status
Er is anno 2022 geen schatting van de grootte van de wereldpopulatie beschikbaar. Op de Rode lijst van de IUCN heeft deze soort de status niet bedreigd, vanwege een groot verspreidingsgebied waarin de soort algemeen is.